# Compagnie du Cap-Vert et du Sénégal
La Compagnie du Cap-Vert et du Sénégal est une ancienne compagnie coloniale française née de la réorganisation par Colbert en 1658 de la Compagnie normande dont elle rachète les actifs et obtient le monopole du commerce au Sénégal, notamment celui de la traite des Noirs[réf. nécessaire].
En 1664, ces postes furent cédés à la Compagnie des Indes occidentales, créée par Colbert, puis aux diverses compagnies du Sénégal, enfin à la Compagnie française des Indes orientales, parmi les nombreuses compagnies européennes fondées au XVIIe siècle.